# Macintosh 128K
Macintosh 128K, первоначально представленный как Apple Macintosh — первый персональный компьютер Apple семейства Macintosh. В комплекте с ним шли мышь и клавиатура. Ручка, расположенная в верхней части корпуса, облегчает подъём и переноску компьютера. Его первоначальная стоимость составляла 2495 долларов. Macintosh был представлен в телевизионном рекламном ролике Ридли Скотта «1984», который транслировался на CBS 22 января 1984 года. Продажи Macintosh были высокими с момента его первоначального выпуска 24 января 1984 г. и достигли 70 000 единиц к 3 мая 1984 г. После выпуска его преемника, Macintosh 512K, он был переименован в Macintosh 128K. Компьютер — модель M0001.
Сердцем компьютера стал микропроцессор Motorola 68000, работающий на частоте 6 МГц. 128 килобайт оперативной памяти использовались совместно процессором и видеоадаптером. Алгоритмы загрузки компьютера и некоторое системное ПО хранилось на микросхеме ПЗУ размером 64 килобайт. Apple не предполагала возможности обновления объёма оперативной памяти. В отличие от Apple II, не предлагалось никаких списков исходного кода системных ПЗУ Macintosh.
Macintosh 128 и 512 оснащались чипами ОЗУ Micron 4164 по соображениям низкой стоимости, однако контроль качества Micron был плохим, и чипы были частой причиной неисправности Macintosh.

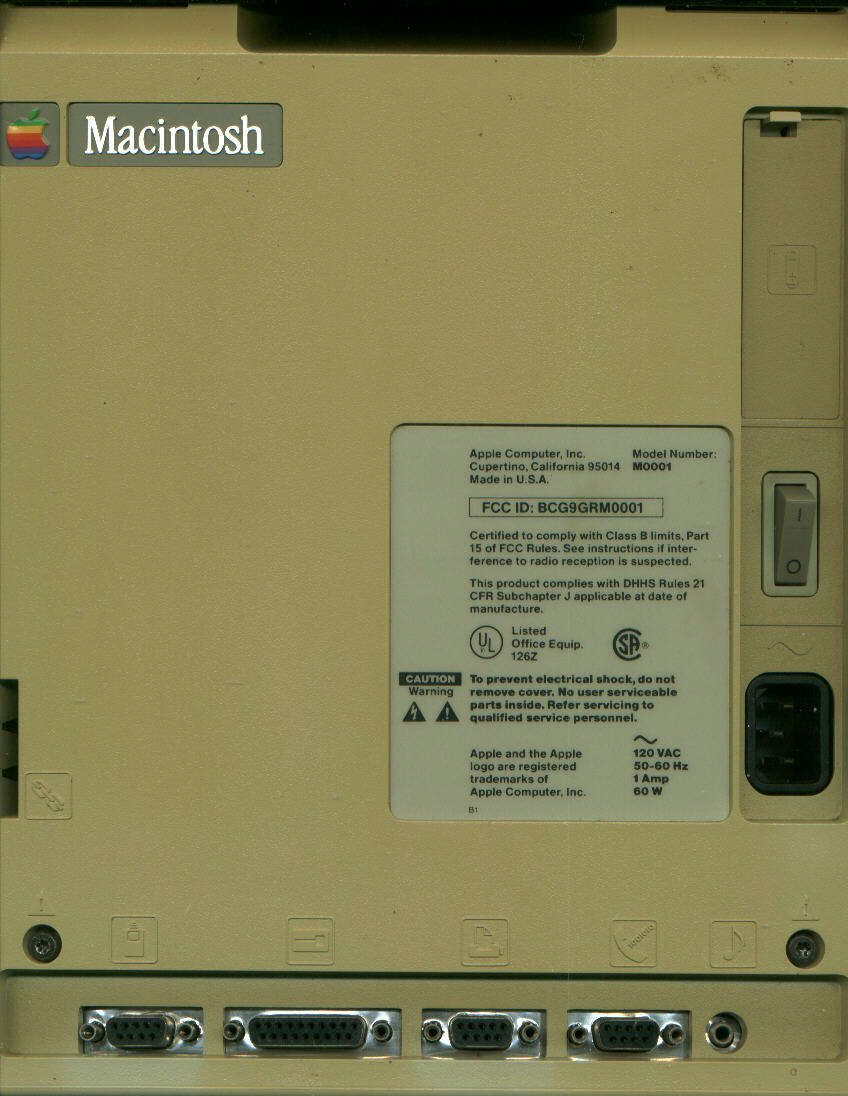
Задняя крышка оригинального Macintosh.

## Диски
Macintosh имел 3,5-дюймовый дисковод гибких дисков для 400-килобайтных дискет. Одной дискеты было достаточно для хранения системного ПО и приложений. Однако более сложные рабочие среды того времени требовали отдельных дисков для документов и установки системы. Из-за ограничений памяти (128 КБ) оригинального Macintosh и того факта, что дискеты могли вмещать 400 КБ, пользователям часто приходилось проводить многочисленные операции с дискетами. По этой причине часто использовались внешние дисководы для гибких дисков. Внешний диск Macintosh (механически идентичный внутреннему, используемый с тем же контроллером) был популярным дополнением. Жесткие диски сторонних производителей были значительно дороже и обычно подключались к более медленному последовательному порту (как указано Apple). 128K может использовать только оригинальную файловую систему Macintosh для хранения информации и работы с ней.

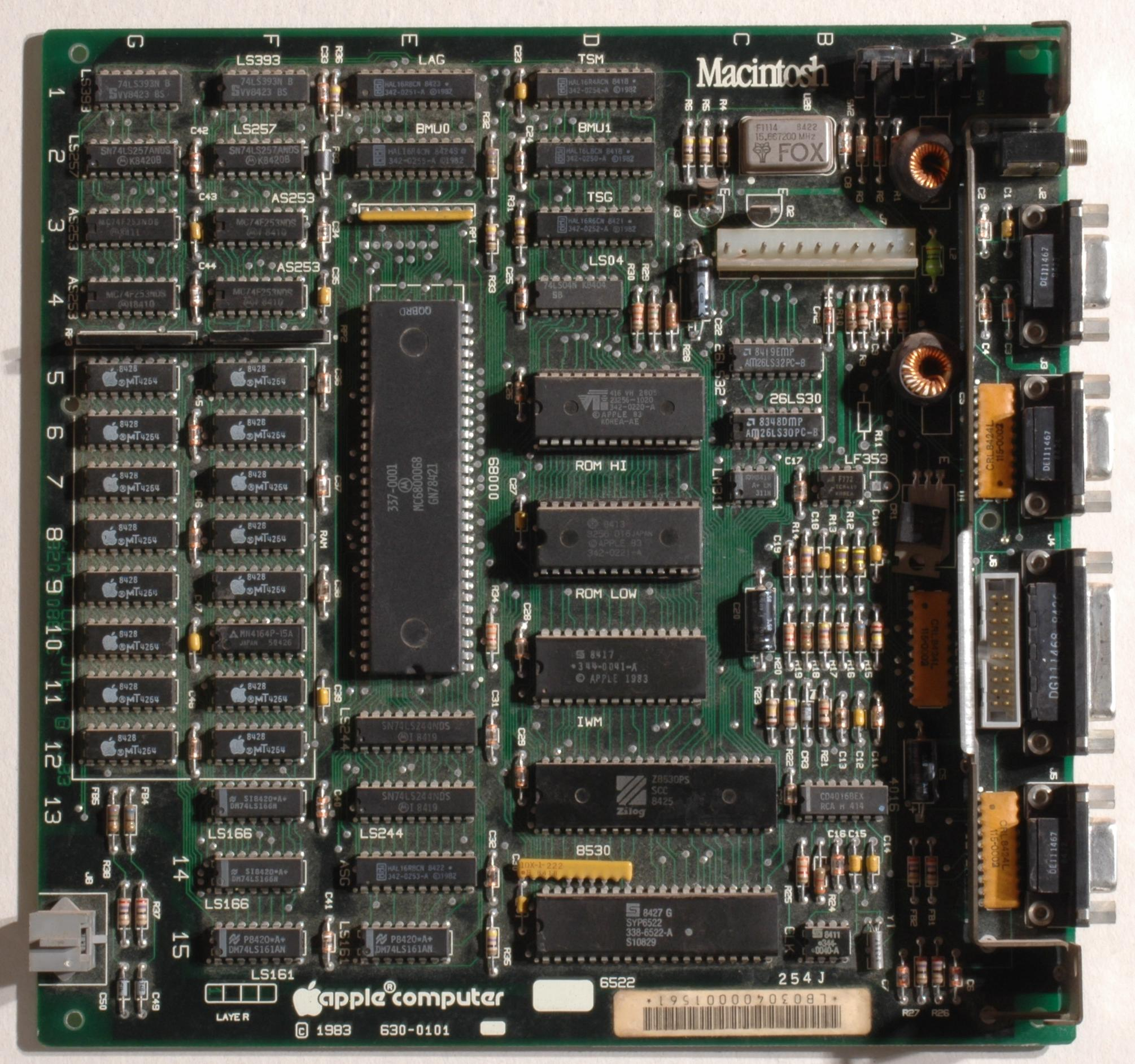
Материнская плата Macintosh

## Охлаждение
Внутри корпуса не было вентилятора, вместо этого использовалось конвекционное охлаждение, благодаря чему он работал бесшумно. Стив Джобс настаивал на том, что Macintosh будет продаваться без вентилятора, что соблюдалось до появления Macintosh SE в 1987 году. Всё потому что такое решение стало причиной многих неисправностей компонентов в первых четырех моделях Macintosh.

## Программное обеспечение
Macintosh поставлялся с самым первой версией System and Finder, известным широкой публике как «System 1.0». За время официальной поддержки 128К было выпущено три пакета обновлений ПО. Сама Apple рекомендовала использовать System 2.0 и Finder 4.2. Последними версиями для 128К стали System 3.2 и Finder 5.3.
System 4.0 распространялась на 800-килобайтных дискетах, которые дисковод 128К использовать не мог.
Приложения MacPaint и MacWrite были в комплекте с Mac. Другие доступные программы включают MacProject, MacTerminal и Microsoft Word. Macintosh также поставлялся с руководством по эксплуатации и кассетой с инструкцией к встроенному ПО и использованию манипулятора.